# 西之谷
西之谷（にしのや）は、静岡県掛川市にある大字。

## 地理
静岡県掛川市の南部に位置する。合併前の旧大東町においては東部に位置していた。三角形のような形状の大字である。北は山林に覆われているが、南には平地が広がり農地として利用されている。山地と平地の境界部分には人家が点在している。
近隣には大字の名称と集落の名称とが一致しない地が散見されるが、西之谷においては大字としての住所表記は「西之谷」と記され、集落としても同じく「西之谷」と呼ばれている。なお、集落としての西之谷は、掛川市の自治区である睦三区に属している。

## 歴史
西之谷と呼ばれている地は、もともとは自然村である遠江国城東郡下土方村の一部であった。その後、下土方村から川久保村や西之谷村が分離独立した。それ以来、西之谷村は横須賀藩領となっていた。内山真龍の『遠江国風土記伝』によれば、西之谷村の当時の石高は402石3斗9升6合であったとされている。農業が盛んであり、米、蕎麦、胡麻、荏、藍、木綿、牛蒡、蕗などが栽培されていた。明治元年には駿府藩領となり、明治2年には静岡藩領となった。この西之谷村が、のちの西之谷に該当する。
町村制が施行された1889年（明治22年）に西之谷村、大石村、中村の大部分、川久保村の一部が合併することになり、中村が設置された。その際に従来の自然村は大字とされることになり、中村の大字として西之谷が設置された。その後の度重なる市町村合併を経て、1973年（昭和48年）4月よりこの地は大東町の一部となった。のちに大東町が掛川市、大須賀町と合併することになり、2005年（平成17年）4月よりこの地は掛川市の一部となった。

### 沿革
- 1871年 - 城東郡が静岡県に移管。
- 1871年 - 城東郡が浜松県に移管。
- 1876年 - 城東郡が静岡県に移管。

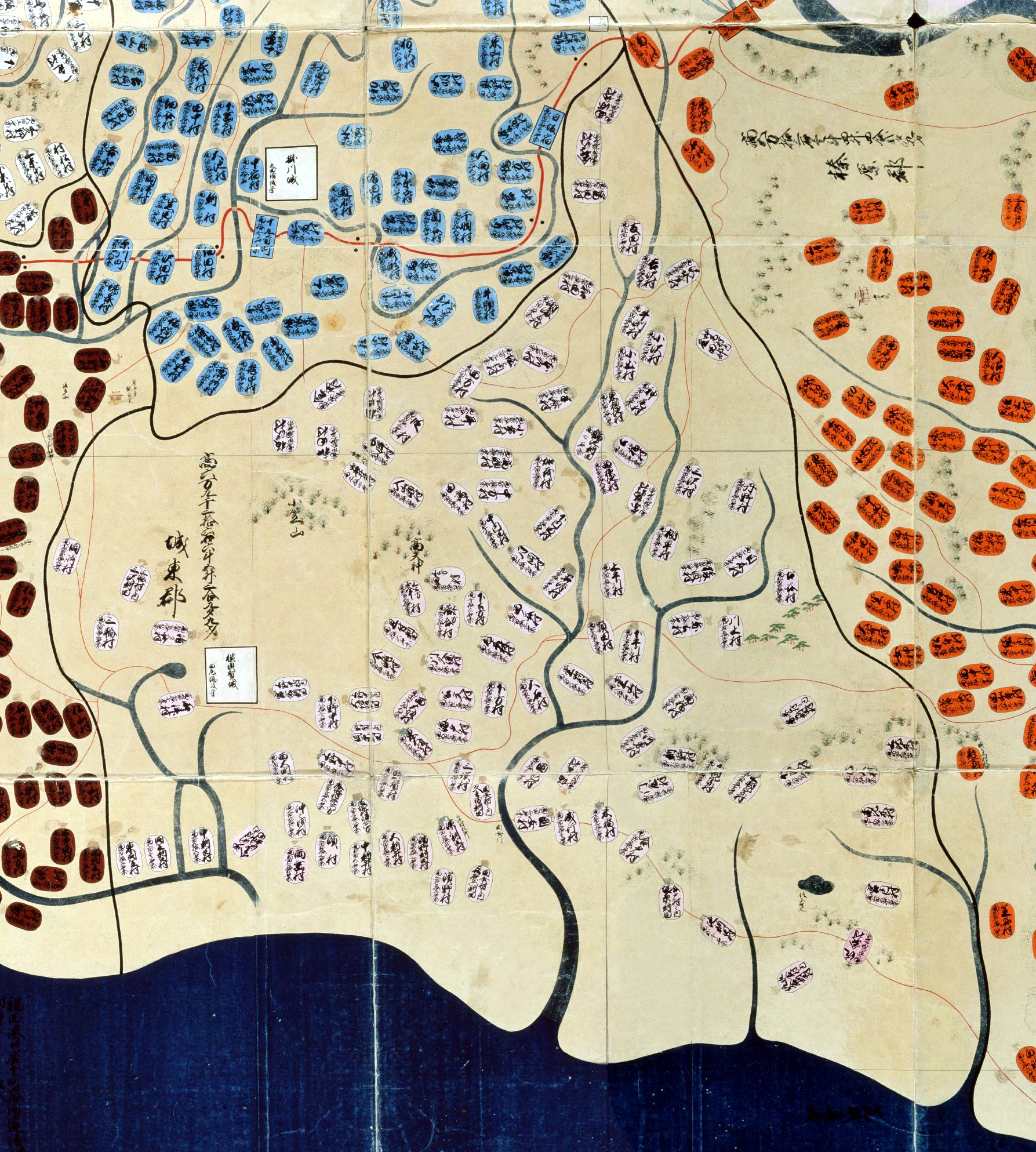
江戸時代に描かれた「遠江國」（『天保國繪圖』天保9年）。城東郡の村は薄桃色で示されており「西ノ谷村」がみえる

- 1889年 - 静岡県城東郡西之谷村、大石村、中村の大部分、川久保村の一部が合併して中村を設置。中村の大字として西之谷を設置[6][8]。
- 1896年 - 静岡県佐野郡、城東郡が合併して小笠郡を設置。
- 1956年 - 静岡県小笠郡中村を城東村に編入。
- 1973年 - 静岡県小笠郡大浜町、城東村が合併して大東町を設置。
- 2005年 - 静岡県掛川市、小笠郡大東町、大須賀町が合併して掛川市を設置。

## 世帯数と人口
2024年（令和6年）11月末日現在の世帯数と人口は以下の通りである。
| 大字   | 世帯数 | 人口  |
| ------ | ------ | ----- |
| 西之谷 | 46世帯 | 133人 |

## 事業所
2021年（令和3年）現在の事業所数と従業員数は以下の通りである。
| 大字   | 事業所数 | 従業員数 |
| ------ | -------- | -------- |
| 西之谷 | 6事業所  | 55人     |

## 小・中学校の学区
公立小・中学校に通う場合、学区は以下の通りとなる。
| 番地 | 小学校           | 中学校             |
| ---- | ---------------- | ------------------ |
| 全域 | 掛川市立中小学校 | 掛川市立城東中学校 |

## 施設
- 西之谷住民センター
- 津島神社[11]

## その他

### 郵便
- 郵便番号：437-1404[2]（集配局：遠江大東郵便局）

### 警察
警察の管轄区域は以下の通りである。
| 番地 | 警察署     | 交番・駐在所 |
| ---- | ---------- | ------------ |
| 全域 | 掛川警察署 | 大東交番     |

### 消防
消防の管轄区域は以下の通りである。
| 番地 | 消防署・分署 | 消防団分団   |
| ---- | ------------ | ------------ |
| 全域 | 南消防署     | 大東第六分団 |

### 自衛隊
陸上自衛隊の管轄区域は以下の通りである。
| 番地 | 方面隊     | 師団・旅団 | 部隊               |
| ---- | ---------- | ---------- | ------------------ |
| 全域 | 東部方面隊 | 第一師団   | 第三十四普通科連隊 |

### 註釈
1. ↑  今日では「遠江国風土記伝」と表記するのが一般的であるが、1900年に発行された『逺江國風圡記傳』では「逺江國風圡記傳」との表記を用いているため、同書に関する出典表記はそれに倣った。